# 維什尼亞基 (阿爾齊茲區)
46°4′38″N 29°30′2″E / 46.07722°N 29.50056°E
維什尼亞基（烏克蘭語：Вишняки）是位於烏克蘭西南部的村莊，由敖德萨州博爾赫拉德區的巴甫利夫卡市鎮負責管轄。該村處於賈拉爾河畔，始建於1825年，2020年該村落人口513。